# كابوت (أركنساس)
كابوت هي أكبر مدينة بمقاطعة لونوك، أركنساس بالولايات المتحدة. تبعد حوالي 30 ميلا عن مدينة ليتل روك، أركنساس بحسب تقديرات مكتب الإحصاءات الأمريكي لسنة 2010. يبلغ عدد سكانها اعتبارا من عام 2010 حوالي 23000 وهي تحتل المرتبة العشرون من حيث ترنيب أكبر المدن بعد فان بورن. اللغة الرسمية هي الإنكليزية إضافة إلى اللغة الإسبانية. رئيس البلدية بيل سايبرت (بالإنجليزية: Bill Cypert)‏.

## الجغرافيا
بحسب مكتب تعداد الولايات المتحدة يبلغ مجموع مساحة المدينة 49.7 كم²، حيث أن مساحة اليابسة 49.5 كم² أما مساحة المياه فتبلغ 0.2 كم² (0.47%).